# 유엔 안전 보장 이사회 결의 제478호
유엔 안전 보장 이사회 결의 제478호는 1980년 8월 20일에 채택되었으며, 이스라엘의 동예루살렘 합병 시도에 대한 비난을 담고 있다. 구체적으로는, 이스라엘이 유엔 안전 보장 이사회 결의 제476호를 지키지 않은 것을 지적하고 1980년 예루살렘법을 통해 예루살렘을 이스라엘의 "통일된 완전한" 수도로 선포한 것을 국제법 위반으로 보아 규탄했다. 결의에서는 유엔 회원국에게 예루살렘법을 인정하지 말고, 예루살렘에서 모든 외교 공관을 철수시킬 것을 요청했다.
결의은 찬성 14표에 반대표 없이 통과되었고, 미국은 기권하였다.

## 반응 및 비판
이스라엘은 이 결의를 거부한다고 단언하였으며, 이스라엘 외교부는 "자주 이스라엘의 수도로서의, 또 다시는 분열되지 않을 통일된 도시로서의 예루살렘의 지위를 약화시키지 않을 것이다."라고 발표했다.
당시 미국의 국무장관 에드먼드 머스키는 "예루살렘 문제는 중동의 포괄적, 즉각적, 영구적 평화를 위한 협상의 형태로 해결해야 한다."고 말했다.
오늘 우리 앞에 놓인 이 결의 초안은 중동 문제에 대한 비균형 및 비현실적 문서를 만들어낸 편견을 보여주고 있습니다. 이 초안은 예루살렘을 신성한 도시로 보는 모든 종교의 목표를 이루지 못하고 있습니다. 우리는 이 고대 도시의 미래, 통일된 예루살렘의, 모든 종교의 사람들이 신성한 장소를 자유롭게 다닐 수 있게 하자는 목표를 공유해야 합니다.

예루살렘에서 대사관을 철수시키라는 결의 중 내용에 대해 국무장관은 "해당 결의는 근본적으로 잘못되었으며, 미국 또한 공사관 철수를 검토했었지만 강제성이 없었다."고 언급하며 "다른 국가에게 강제하는 시도로서는 거부한다."고 밝혔다. 또한, 유엔 헌장 제7장에 근거하여 이스라엘에 제제를 가하려는 시도를 무력으로 거부할 것이라고 말했다.
슬로모 슬로님은 에드먼드 머스키의 발표가 강한 어조이긴 하지만, 미국의 예루살렘에 대한 해석을 자세히 설명하지는 않는다고 평가했다. 예루살렘이 점령지임을 인정하지 않았지만, 역으로 그렇지 않다고도 하지 않았다. 슬로님은 1980년 말까지 예루살렘에 대한 미국의 정책은 상당히 모호하고 혼란스럽다는 점에 주목했다.

## 위법에 대한 강제성에 대한 해석
결의에는 예루살렘 기본법의 불법성과, 제네바 협약 위반이 심각한 국제 관습법 위반임을 염려하는 내용이 담겨 있다. 유엔 기구들의 결정을 분석 및 기록하는 "유엔 기구 실천 보고서"에서는 안전 보장 이사회의 결의는 제24조에 의거하여 모든 회원국에 적용되는데, 유엔 헌장 제7장에 반영되어 있지는 않지만, 모든 회원국이 불법 상황에 대한 결정이 회원국 모두에게 구속력이 있다고 여기고 있다. 보고서에서는 "제24조가 안전 보장 이사회의 일반적인 권력인지에 대한 의문은 1971년 6월 21일 국제사법재판소의 자문 의견이 나오며 사라졌다 (ICJ 보고서, 1971년, 16쪽)"고 언급하였다. 이에 대해 국제사법재판소에서 내놓은 의견은, 모든 회원국은 동에루살렘과 관련한 불법적 상황을 인정하지 않을 의무가 있다는 것이었다.
예루살렘에 대사관이 있던 나라는 결의 제478호가 채택된 이후 대사관을 모두 텔아비브, 라마트간, 헤르츨리야로 옮겼다. 2006년 8월 코스타리카와 엘살바도르가 철수한 이후, 2018년 5월까지 예루살렘에는 대사관이 하나도 없었다. 2017년 12월 미국 정부의 발표 이후, 미국 대사관은 2018년 5월 14일 텔아비브에서 예루살렘으로 다시 옮겨갔다.

## 같이 보기
- 예루살렘 대사관법
- 이스라엘-팔레스타인 분쟁
- 예루살렘의 지위
- 유엔 총회 결의 ES-10/L.22
- 유엔 안전 보장 이사회 결의 제252호
- 유엔 안전 보장 이사회 결의 제267호
- 유엔 안전 보장 이사회 결의 제271호
- 유엔 안전 보장 이사회 결의 제298호
- 유엔 안전 보장 이사회 결의 제465호
- 유엔 안전 보장 이사회 결의 제476호